# Azem Maksutaj
Azem Maksutaj (* 8. Juli 1975 in Deçan, SFR Jugoslawien, heute Kosovo) ist ein Schweizer Thaiboxer kosovo-albanischer Abstammung, der in Winterthur lebt.

## Leben
Nach Winterthur gezogen, nahm Azem Maksutaj mit 15 Jahren erstmals an einem Thai-Box-Training teil. 1992 wurde er bereits mit 16 Jahren Schweizer Meister gegen Jesu Perez. 1994, mit 18 Jahren erkämpfte er sich den Europameistertitel gegen Tom Rasmussen, der als sehr starker Thaiboxer eingestuft wurde.
Mit 19 Jahren gewann Azem den Weltmeistertitel 1994 gegen Sergio Bertalozzi. Am 19. März 1995 verlor er seinen WM-Titel an Peri Ubeda. Am 2. November 1996 eroberte er gegen Faisal Reding den Titel zurück. 1997 war Peter Klee sein Gegner in Mailand und Aurélien Duarte in Frankreich. Am 7. November 1998 verteidigte Azem gegen Sissoko (Frankreich) seinen ISKA-WM-Titel erfolgreich (K. o. in der 3. Runde). Am 27. Februar 1999 kämpfte er gegen Maleve Manhoff in Pavia (I). Den vierten und letzten Weltmeistertitel des WPKL holte er sich am 11. Dezember 1999 in Bosnien.
Am 13. April 2005 verlor Azem Maksutaj einen Kampf gegen Ruslan Karajew im Hotel Mirage in Las Vegas. Seit Oktober 2006 wird Azem vom thailändischen Muay Thai Erfolgstrainer Jun Ruangram Tanomsak trainiert.
Azem Maksutaj heiratete am 23. Februar 2007 in seiner Heimat seine langjährige Freundin. Im Frühjahr 2010 erschien in den Schweizer Kinos der Film über Azem Maksutajs Leben. Der Film trägt den Namen Being Azem und wurde von der Filmförderung Schweiz finanziell unterstützt. In Winterthur betreibt Maksutaj die Kampfsportschule Wing Thai Gym. In Wil SG betreibt er die Kampfsportschule "Budaya Center".

## Erfolge
- 92 Kämpfe
- 72 Siege
- 18 Niederlagen
- 2 Unentschieden
- 58 K. o.

### Titel
- WMTA 1994–1995 Weltmeister
- ISKA Weltmeister 1996
- WKA Weltmeister 1999
- WAKO-Pro Weltmeister 1999
- WPKL Weltmeister 1999
- Im Superschwergewicht nach WMTA seit dem 13. Dezember 2003 Weltmeister
- Im Super Light Heavyweight 79,0 bis 83,0 kg war er Schweizermeister 1993–2001 und Europameister 1995–2001
- Im Cruiserweight 83,0 bis 86,0 kg war er Weltmeister in folgenden Verbänden WMTA 2001 seit 24. März 2001
- Weltmeister in folgenden Verbänden WMTA 2001 seit 24. März 2001
- WPKC 2001 seit 25. November 2000
- Heavyweight Worldchampion 2001
- K1-Fight Night Sieger 1999 und 2000
- K-1 World Grand Prix 2002 Preliminary Marseilles Finalist

## Filmografie
- 2010 Being Azem, CH, 90 Min.